# James Cone
James Hal Cone (Fordyce, 5 agosto 1936 – New York, 28 aprile 2018) è stato un teologo statunitense.
Metodista, è uno dei più conosciuti teorizzatori della "teologia nera" (Black theology), una forma di teologia della liberazione che si pone di ripensare la fede cristiana a partire dall'esperienza dei neri d'America. È stato docente di teologia sistematica allo Union Theological Seminary di New York.

## Biografia
Cone è nato e cresciuto in Arkansas; si è laureato al Philander Smith College in Arkansas nel 1958, poi al Garrett-Evangelical Theological Seminary nel 1961; infine ha completato i suoi studi alla Northwestern University nel 1965. Nello stesso periodo, ha insegnato teologia e religione presso il Philander Smith College e l'Adrian College in Michigan, poi ha iniziato ad insegnare nel 1970 presso l'Union Theological Seminary di New York, dove ha ricevuto la prestigiosa cattedra in teologia sistematica di Charles A. Briggs nel 1977.

## La teologia nera
James Cone è stata la prima persona a creare una teologia nera sistematica. Egli pensa che i cristiani neri nel nord America non possano seguire una "Chiesa bianca", poiché essa non li ha sostenuti nella loro lotta per l'uguaglianza nei diritti umani. Per quanto questo tema si svolga attraverso tutta l'opera di Cone, i suoi primi libri, Black Theology and Black Power e A Black Theology of Liberation, sono delineati marcatamente nella grande corrente dei teologi bianchi come Karl Barth (su cui Cone ha scritto la sua tesi di dottorato) e Paul Tillich. In risposta alle critiche di altri teologi neri (tra cui suo fratello Cecil), Cone iniziò a fare maggior uso delle risorse native delle comunità cristiane afroamericane nel suo lavoro teologico, compreso lo spiritual degli schiavi, il blues', e gli scritti di importanti pensatori afroamericani come David Walker, Henry McNeal Turner, e W. E. B. DuBois. Critiche anche da parte delle donne nere hanno spinto Cone a considerare i problemi di genere più evidenti nei suoi ultimi scritti. La sua teologia è stata consistentemente influenzata da Malcolm X e Martin Luther King Jr.

## Opere
- Black Theology and Black Power, 1969
- A Black Theology of Liberation,Orbis Book,Maryknoll,New York,1986
- (con Hugo Assmann, Paulo Freire, Eduardo I. Bodipo-Malumba), A Symposium on Black Theology and Latin American Theology of Liberation, 1972
  - Teologie dal Terzo Mondo. Teologia nera e teologia latino-americana della liberazione, Brescia 1974
- The Spirituals and the Blues: An Interpretation, 1972
- God of the Oppressed,Orbis Book,Maryknoll,New York, 1975
  - Il Dio degli oppressi, Brescia, 1978
- For My People: Black Theology and the Black Church, 1984
- Martin & Malcolm & America: A Dream or a Nightmare, 1992
- Speaking the Truth: Ecumenism, Liberation, and Black Theology, 1999
- Risks of Faith: The Emergence of a Black Theology of Liberation, 1968-1998, 1999